# 山下勇三
山下 勇三（やました ゆうぞう、1936年5月30日 - 2008年1月31日）は、グラフィックデザイナー。広島県広島市観音（現・広島市西区）出身。

## 経歴
広島市立観音小学校、山陽中学校（現・山陽高等学校）、崇徳高等学校を経て、1960年多摩美術大学図案科卒業、ライトパブリシティに入社。和田誠は大学の同窓でデザイン会社も同僚の盟友。1963年に独立して「山下勇三事務所」を設立した。1969年、矢崎泰久の推薦により、日本のタウン誌第一号と呼ばれる「新宿プレイマップ」のアートディレクターとなる。「新宿PLAY MAP」というタイトルとロゴ文字を作成し、創刊号に斬新なイラストレーションの表紙画を書いた。「新宿プレイマップ」は第3号で降板したが、「話の特集」では、井上ひさしが15年にわたって長期連載した小説「江戸紫絵巻源氏」のイラストレーションを担当したほか、同誌に30年間掲載された永六輔との「せきこえのどに浅田飴」の広告を手がけた。このほか、キユーピーのパッケージ・広告デザイン、無印良品のイラスト、新聞小説、児童書等の挿絵・装幀などを手がけた。
また母校・多摩美術大学の講師を務めたほか、自動車レースにも出場した。
著作に「オジサンも考える」や「バイクは動くか?」、共著に「せきこえのどに六輔」がある。
2008年、上部消化管出血のため逝去、享年71。
1975年にラジオ番組で方言で曲を作る企画があり、山下が作詞してシングル盤として発売された「広島の川」を、2008年、山下の死後「山下勇三を囲む会」で中山千夏が歌ったところ、「この曲をもう一度広めよう」という声が上がりCDとして再発売されている。
弟は法学・憲法学者の山下威士、
長女はイラストレーターの山下以登。

## 主な受賞歴
- 毎日広告賞（1958年、1959年）
- 朝日広告賞（1968年）
- 講談社出版文化賞 さしえ賞（1997年）